# La columna de la muerte
La columna de la muerte. El avance del ejército franquista de Sevilla a Badajoz es un libro histórico sobre la guerra civil española escrito por el historiador español Francisco Espinosa Maestre.
El libro, con prólogo de Josep Fontana, analiza minuciosamente los sucesos ocurridos durante el avance de las tropas rebeldes desde el desembarco en la península del Ejército de África hasta la toma de la última localidad de Extremadura, período durante el cual se produjeron graves episodios de represión y asesinatos masivos que han sido considerados crímenes contra la humanidad por varias asociaciones de derechos humanos, como Equipo Nizkor y Amnistía Internacional.
Por extensión, la denominación la columna de la muerte comenzó a ser utilizada en algunos contextos para denominar al ejército dirigido por el general Juan Yagüe en su avance por Andalucía y Extremadura. En otros ámbitos es conocida como columna Madrid, al ser la capital el destino final de la ofensiva.

## Título
Aunque a raíz de la publicación del libro se dio a conocer la denominación de «la columna de la muerte» para las tropas que, procedentes del norte de África, tomaron la línea Sevilla-Badajoz, lo cierto es que este sobrenombre comenzó a circular ya en 1936 por la España republicana, cuando comenzaron a recibirse informaciones de las atrocidades perpetradas por este ejército.

## Contexto
El avance desde Andalucía del ejército sublevado, a través de Extremadura, hacia el norte de la península, era vital para los intereses del golpe de Estado, pues significaba la unión del ejército del sur, que desde el norte de África había desembarcado en Algeciras con el del general Mola que dominaba el norte. Al mando de este Ejército Español de África, formado por legionarios, y regulares marroquíes se encontraba el teniente coronel Juan Yagüe.
La situación en Extremadura al estallar el conflicto, reunía algunas características que la diferenciaban del resto del país, especialmente debido a la Ley de Reforma Agraria, que otorgó a los campesinos (más del 50% de la población activa) la posibilidad de ser dueños de las tierras que trabajaban, a través de la expropiación a los latifundistas y que produjo un enorme enfrentamiento entre clases sociales, sobre todo cuando en marzo los campesinos de Badajoz decidieron acelerar la entrada en vigor de la ley e invadieron las fincas a las que iba a afectar.
La Campaña de Extremadura duró desde el 3 hasta el 27 de agosto de 1936, e incluyó varias batallas cruciales (Batallas de Badajoz, Mérida y Almendralejo) y varios episodios de represión por parte republicana (matanza de Fuente de Cantos) y, muy especialmente, por parte de los sublevados (matanzas de Badajoz, Mérida y Almendralejo).
Tras la campaña, el ejército franquista logró el control absoluto del corredor y comenzó el asedio sobre Madrid.

## Sinopsis

Mapa de las operaciones entre agosto y septiembre de 1936. Como se puede observar, la campaña de Andalucía y Extremadura llevada a cabo por la «columna de la muerte» era vital para el Bando sublevado, pues comunicaba el grupo de ejércitos del Sur con la zona Norte controlada por el general Mola. En rojo se puede ver la zona controlada por la república, en azul el territorio bajo control de los sublevados y en verde los avances de estos en este período.

Basado en un exhaustivo trabajo de campo, La columna de la muerte parte de la fase inicial de la guerra civil española y concluye con la toma de Badajoz y la brutal represión llevada a cabo en la ciudad y poblaciones aledañas. Espinosa lleva a cabo un minucioso estudio pueblo a pueblo de los sucesos allí desarrollados, intentando demostrar que la represión "no fue una consecuencia de la guerra, sino una de sus razones explicativas fundamentales". Según él: "la violencia formaba parte del proyecto inicial de los insurgentes, dispuestos a exterminar a todos aquellos elementos de la sociedad española –políticos, sindicalistas, profesionales, maestros...- que habían contribuido a articular la alternativa reformista iniciada en 1931", concluyendo que la masacre de Badajoz es un anticipo de Auschwitz.

## Datos
Entre otros datos, el libro documenta las identidades de 1 518 personas asesinadas tras la entrada de las tropas franquistas solo en la ciudad de Badajoz, aunque indica que la cifra de represaliados entre la capital y 84 pueblos de la zona occidental alcanza las 6 610 víctimas, y más de 12 000 el total de la provincia.